# Mistrovství Evropy juniorů ve sportovním lezení 2013
Mistrovství Evropy juniorů ve sportovním lezení 2013 se uskutečnilo již po druhé, ve dvou termínech mimo seriál závodů Evropského poháru juniorů ve sportovním lezení. 25.-26. května ve švýcarském Grindelwaldu proběhlo MEJ v boulderingu a 25.-28. července v rakouském Imstu MEJ v lezení na obtížnost a rychlost. Mistrovství světa juniorů se konalo v srpnu v kanadském Saanich, Mistrovství Evropy se konalo v Chamonix a Eindhovenu, Mistrovství světa v ledolezení se v roce 2013 konalo v Rusku.

## Průběh závodů
V lezení na obtížnost se dvě skupiny závodníků postupně vystřídaly na dvou kvalifikačních cestách, finálovou cestu lezlo deset finalistů. Bodovaným kritériem byl nejvyšší (po dobu dvou sekund) dosažený chyt, případně další pohyb z chytu.
V lezení na rychlost rozhodly nejlepší časy v kvalifikaci na standardní cestě o pořadí závodníků do osmifinálového vyřazovacího pavouka dvojic, ve finále se ještě bojovalo o první a třetí místo.
Kvalifikace v boulderingu proběhla na osmi závodních profilech, kde se bodoval počet pokusů na Top a počet pokusů na bonusovou zónu, nejlepších šest finalistů závodilo na čtyřech závodních profilech.

### Češi na ME
Čeští lezci se na tomto šampionátu neprobojovali do finále. Nejlépe se umístil sedmý Jan Kříž v lezení na rychlost v kategorii A.

### Výsledky juniorů a juniorek
| obtížnost             | obtížnost               | rychlost            | rychlost                | bouldering         | bouldering            |
| --------------------- | ----------------------- | ------------------- | ----------------------- | ------------------ | --------------------- |
| junioři               | juniorky                | junioři             | juniorky                | junioři            | juniorky              |
| 1. Dmitrij Fakirjanov | 1. Magdalena Röck       | 1. Artem Savelyev   | 1. Anouck Jaubert       | 1. Domen Škofic    | 1. Karoline Sinnhuber |
| 2. Domen Škofic       | 2. Katharina Posch      | 2. Yegor Kondratiuk | 2. Aleksandra Rudzińska | 2. Loic Timmermans | 2. Victoria Klemm     |
| 3. Yiftach Kushnir    | 3. Tina Johnsen Hafsaas | 3. Vladislav Deulin | 3. Varvara Shatalova    | 3. Jonas Winter    | 3. Manon Hily         |
|                       |                         |                     |                         |                    |                       |
| 15.-16. Petr Čermák   | 15. Tereza Svobodová    | —                   | —                       | 40. Dominik Otto   | —                     |
| 29. Michal Štěpánek   | —                       | —                   | —                       | —                  | —                     |
| 37. Michal Petrek     | —                       | —                   | —                       | —                  | —                     |
| 10 finalistů          | 10 finalistek           | 4 finalisté         | 4 finalistky            | 6 finalistů        | 6 finalistek          |
| bez semifinále        | bez semifinále          | 8 semifinalistů     | 8 semifinalistek        | bez semifinále     | bez semifinále        |
| 44 juniorů            | 34 juniorek             | 22 juniorů          | 11 juniorek             | 41 juniorů         | 27 juniorek           |

### Výsledky chlapců a dívek v kategorii A
| obtížnost                | obtížnost               | rychlost               | rychlost                | bouldering          | bouldering              |
| ------------------------ | ----------------------- | ---------------------- | ----------------------- | ------------------- | ----------------------- |
| chlapci                  | dívky                   | chlapci                | dívky                   | chlapci             | dívky                   |
| 1. Hannes Puman          | 1. Jessica Pilz         | 1. Alexandr Šikov      | 1. Jelena Markuševa     | 1. Yohann Dechamps  | 1. Margaux Pucheux      |
| 2. Martin Bergant        | 2. Anak Verhoeven       | 2. Maksim Diachkov     | 2. Patrycja Chudziak    | 2. Anže Peharc      | 2. Jessica Pilz         |
| 3. Bernhard Röck         | 3. Hannah Schubert      | 3. Gian-Luca Grichting | 3. Alexandra Elmer      | 3. Kentin Boulay    | 3. Staša Gejo           |
|                          |                         |                        |                         |                     |                         |
| 31. Martin Jech          | 22. Jana Vincourková    | 7. Jan Kříž            | 13. Veronika Scheuerová | 44.-45. Tomáš Skala | 29. Veronika Scheuerová |
| 47.-48. Vojtěch Sedláček | 35. Veronika Scheuerová | 22. Miroslav Doseděl   | 16. Andrea Pokorná      | 46. Jan Doseděl     | 45. Veronika Rybinová   |
| 56. Marek Škorpil        | 38. Andrea Pokorná      | 23. Jan Doseděl        | —                       | —                   | —                       |
| 62. Denis Pail           | —                       | —                      | —                       | —                   | —                       |
| 10 finalistů             | 10 finalistek           | 4 finalisté            | 3 finalistek            | 6 finalistů         | 6 finalistek            |
| bez semifinále           | bez semifinále          | 8 semifinalistů        | 7 semifinalistek        | bez semifinále      | bez semifinále          |
| 66 chlapců               | 45 dívek                | 28 chlapců             | 20 dívek                | 46 chlapců          | 45 dívek                |

### Výsledky chlapců a dívek v kategorii B
| obtížnost          | obtížnost               | rychlost                | rychlost               | bouldering                 | bouldering            |
| ------------------ | ----------------------- | ----------------------- | ---------------------- | -------------------------- | --------------------- |
| chlapci            | dívky                   | chlapci                 | dívky                  | chlapci                    | dívky                 |
| 1. Stefano Carnati | 1. Janja Garnbret       | 1. Lev Rudatskiy        | 1. Anastasia Manuylova | 1. Matic Kotar             | 1. Janja Garnbret     |
| 2. Sascha Lehmann  | 2. Eva Scroccaro        | 2. Kostiantyn Dmitriiev | 2. Oleksandra Volkova  | 2. Stefano Carnati         | 2. Franziska Sterrer  |
| 3. Anton Sviridov  | 3. Iuliia Panteleeva    | 3. Mykyta Lukianov      | 3. Darja Kanová        | 3. Jules Nicouleau Bourles | 3. Sara Lukic         |
|                    |                         |                         |                        |                            |                       |
| 24. Vojtěch Trojan | 14. Kateřina Zachrdlová | 13. Pavel Krutil        | —                      | —                          | 20. Veronika Šimková  |
| 26. Vojtěch Vlk    | 17. Veronika Peltrámová | —                       | —                      | —                          | 35. Veronika Matúšová |
| 36. Jakub Dvouletý | 21. Eliška Vlčková      | —                       | —                      | —                          | —                     |
| 37. Petr Kliger    | —                       | —                       | —                      | —                          | —                     |
| 10 finalistů       | 10 finalistek           | 4 finalistů             | 4 finalistek           | 6 finalistů                | 6 finalistek          |
| bez semifinále     | bez semifinále          | 8 semifinalistů         | 8 semifinalistek       | bez semifinále             | bez semifinále        |
| 52 chlapců         | 39 dívek                | 21 chlapců              | 15 dívek               | 37 chlapců                 | 39 dívek              |

### Medaile podle zemí
zkontrolovat !
| pořadí | stát      | Zlatá medaile | Stříbrná medaile | Bronzová medaile | celkem |
| ------ | --------- | ------------- | ---------------- | ---------------- | ------ |
| 1.     | Rusko     | 6             | 1                | 5                | 12     |
| 2.     | Rakousko  | 3             | 4                | 3                | 10     |
| 3.     | Slovinsko | 4             | 3                | 1                | 8      |
| 4.     | Francie   | 3             | 0                | 3                | 6      |
| 5.     | Ukrajina  | 0             | 3                | 1                | 4      |
| 6.     | Švýcarsko | 0             | 1                | 3                | 4      |
| 7.     | Itálie    | 1             | 2                | 0                | 3      |
| 8.     | Belgie    | 0             | 2                | 1                | 3      |
| 9.     | Polsko    | 0             | 2                | 0                | 2      |
| 10.    | Švédsko   | 1             | 0                | 0                | 1      |
| 11.    | Izrael    | 0             | 0                | 1                | 1      |
| 11.    | Norsko    | 0             | 0                | 1                | 1      |
| 11.    | Srbsko    | 0             | 0                | 1                | 1      |